# 阿格德尔郡
阿格德爾郡（挪威語：Agder）是挪威南部的一个郡及歷史區域。该郡成立于2020年1月1日，由原西阿格德尔和东阿格德尔两郡合并而成。自20世紀初Sørlandet（字面意為“南國”）一词通常用来指代这一区域，有时候还包括临近的罗加兰郡。之前这块区域被认为是西挪威的一部分。
這個地區在中世紀曾有一個阿格德爾小王國。挪威统一后成为挪威王国的一个郡。1662年之后该地区划分为几个更小的行政单位，阿格德尔这个名字不再使用。1919年该名字再次使用，当时这块区域里的两个郡份改名为东阿格德尔郡和西阿格德尔郡。甚至在2020年合并之前，这两个郡份在多方面进行合作。例如阿格德爾大學在两个郡里设有校区。其他机构如阿格德尔和泰勒马克教区、阿格德尔上诉法院和阿格德尔警区也同样在两郡设有分支机构。

## 名稱
阿格德爾這一名稱早於古挪威語產生的 11 世紀，詞義不明。這個名字和挪威語同樣來自古諾斯語，原本是 Agðir，在金发哈拉尔統一挪威之前以居住在此的 Egðir 爲名。 但是這個詞仍然在古諾斯語中含義不明，表明可能是更古老的名字。也可能衍生自於古諾斯語 ǫgd， 來自原始日耳曼語 *agjō，和現今英語的 edge 和德語的 Ecke 同源。

## 歷史
挪威的維京時期有衆多小型王國，結盟、聯姻、繼承和戰爭造成了這些小國的邊界變化和興衰，很多記載於13世紀萨迦海姆斯克林拉中。 阿格德爾王國在那時期也捲入了許多和這些鄰國的戰爭和家族復仇中。直到10世紀，金发哈拉尔最終統一了這些小國，成爲首位挪威王國國王。
傳說時代的王：
- 阿格德爾王 Harald
- Víkar
- Kissa
- Bjæring 王

790–987 年阿格德爾君主：
- Harald Granraude，7??–815，Åsa 之父；
- Åsa，815 至 834-838 年之間，Halfdan the Black 之母；
- Halvdan Svarte，自 838 年，金发哈拉尔之父；
- Kjøtve den rike，9 世紀末，對抗金发哈拉尔失敗；
- Harald Gudrødsson Grenske，976–987，金发哈拉尔重孫。

直到15世紀，從希恩到斯塔万格之間都沒有其他城市，阿格德爾地區完全是鄉村。

## 市镇列表
阿格德尔郡共有25个市镇。
| 序号 | 市镇编号 | 市镇名称          | 成立日期     | 前市镇编号                                  | 原属郡份   |
| ---- | -------- | ----------------- | ------------ | ------------------------------------------- | ---------- |
| 1    | 4201     | 里瑟爾            | 2020年1月1日 | 0901 Risør                                  | 东阿格德尔 |
| 2    | 4202     | 格里姆斯塔        | 2020年1月1日 | 0904 Grimstad                               | 东阿格德尔 |
| 3    | 4203     | 阿伦达尔          | 2020年1月1日 | 0906 Arendal                                | 东阿格德尔 |
| 4    | 4204     | 克里斯蒂安桑      | 2020年1月1日 | 1001 Kristiansand 1017 Songdalen 1018 Søgne | 西阿格德尔 |
| 5    | 4205     | 里訥斯訥斯        | 2020年1月1日 | 1002 Mandal 1021 Marnardal 1029 Lindesnes   | 西阿格德尔 |
| 6    | 4206     | 法爾松            | 2020年1月1日 | 1003 Farsund                                | 西阿格德尔 |
| 7    | 4207     | 弗萊克菲尤爾      | 2020年1月1日 | 1004 Flekkefjord                            | 西阿格德尔 |
| 8    | 4211     | 耶爾斯塔          | 2020年1月1日 | 0911 Gjerstad                               | 东阿格德尔 |
| 9    | 4212     | 韋戈爾什黑        | 2020年1月1日 | 0912 Vegårshei                              | 东阿格德尔 |
| 10   | 4213     | 特韋德斯特蘭      | 2020年1月1日 | 0914 Tvedestrand                            | 东阿格德尔 |
| 11   | 4214     | 弗羅蘭            | 2020年1月1日 | 0919 Froland                                | 东阿格德尔 |
| 12   | 4215     | 利勒桑            | 2020年1月1日 | 0926 Lillesand                              | 东阿格德尔 |
| 13   | 4216     | 比爾克內斯        | 2020年1月1日 | 0928 Birkenes                               | 东阿格德尔 |
| 14   | 4217     | 奧姆利            | 2020年1月1日 | 0929 Åmli                                   | 东阿格德尔 |
| 15   | 4218     | 伊韋蘭            | 2020年1月1日 | 0935 Iveland                                | 东阿格德尔 |
| 16   | 4219     | 埃維耶-霍爾恩內斯 | 2020年1月1日 | 0937 Evje og Hornnes                        | 东阿格德尔 |
| 17   | 4220     | 比格蘭            | 2020年1月1日 | 0938 Bygland                                | 东阿格德尔 |
| 18   | 4221     | 瓦勒              | 2020年1月1日 | 0940 Valle                                  | 东阿格德尔 |
| 19   | 4222     | 比克勒            | 2020年1月1日 | 0941 Bykle                                  | 东阿格德尔 |
| 20   | 4223     | 文訥斯拉          | 2020年1月1日 | 1014 Vennesla                               | 西阿格德尔 |
| 21   | 4224     | 奧瑟拉爾          | 2020年1月1日 | 1026 Åseral                                 | 西阿格德尔 |
| 22   | 4225     | 靈達爾            | 2020年1月1日 | 1027 Audnedal 1032 Lyngdal                  | 西阿格德尔 |
| 23   | 4226     | 海格博斯塔        | 2020年1月1日 | 1034 Hægebostad                             | 西阿格德尔 |
| 24   | 4227     | 克維內斯達爾      | 2020年1月1日 | 1037 Kvinesdal                              | 西阿格德尔 |
| 25   | 4228     | 錫爾達爾          | 2020年1月1日 | 1046 Sirdal                                 | 西阿格德尔 |

## 延展阅读
- Agders historie, Ausgabe vom Agder historielag, 1991–, 4 卷, ISBN 82-90575-21-1.
- Berit Andreassen: Agder-bibliografien, 1983–, 3 卷
- Alv Kristiansen: Agder, 1977 (Bygd og by i Norge). ISBN 82-05-06463-6.